# イマドコサーチ
イマドコサーチは、NTTドコモの位置情報検索サービス。
自分の子供など、頻繁にどこにいるか確認するための、イマドコサーチと、時々友人との待ち合わせの際など、に利用するイマドコかんたんサーチとある。紛失・盗難にあった携帯電話をGPSや位置情報をもとに探す、ケータイお探しサービスといったものも別にある。

## 概要
iモードまたはパソコン（My docomo）を使って、子供や友人などの居場所を地図で確認することができるサービス。キッズケータイなどでよく利用される。
イマドコサーチの月額利用料は210円/検索1回5円だが、探す側のみ契約すればよい。
イマドコかんたんサーチは契約不要月額利用料は無料/検索1回につき10円かかる。またイマドコかんたんサーチは下記の「いますぐ検索」のみの対応となる。

### イマドコサーチの機能
イマドコサーチは携帯電話やMy docomoサイトから検索したい携帯電話を（GPSや携帯電話の位置情報をもとに検索する。
2011年9月からはspモードを契約した、BlackBerryを含んだドコモ スマートフォンやドコモ タブレットでも利用が可能となった。
エリア検索
対象者（自分の子供など）があらかじめ指定したエリアにいるかいないかを定期的にiモードメール、メッセージリクエスト等で通知する機能
スケジュール検索
あらかじめ指定したスケジュールで対象者の位置をメールやメッセージリクエストで通知する機能
いますぐ検索
 iモード端末やパソコンのMy docomoサイトから対象者の位置を検索できる。
ブザー検索
キッズケータイやらくらくホンVやらくらくホン6などについているブザーを鳴らすことで、位置情報を通知させる機能
ちょこっと通知検索
キッズケータイのちょこっと通知キーを押すことで、周囲にわからないように、自分の居場所をメールする機能
はなれたよ検索
キッズケータイが「おまもリモコン」から離れた状態で5分経過すると、自動的に検索を行い、置き忘れた場所をメールする機能
電源OFF検索
キッズケータイF-05A ・F801i ・SA800iのみに対応。
※イマドコかんたんサーチは携帯電話からのエリア検索のみ可能である。
イマドコサービスを利用する場合、探したい相手の携帯電話に、検索の許可を確認するメール（メッセージR）が届き、検索者ごとに、検索を許可したり、拒否したり、つど確認することができる。
イマドコかんたんサーチでは調べたい相手の電話番号を入力すると、その相手に位置情報を通知してもよいかとの確認のメッセージが着信し、探される側が了承した場合に検索ができる。

## 対応機種
iモード端末全て対応（GPSがない機種の場合は基地局の位置情報をもとに検索する）
キッズケータイHW-02Cに関しては、iモードの契約がなくても利用することができる。